# La muerte de un burócrata
La muerte de un burócrata (1966) es una película del género de comedia del director de cine cubano Tomás Gutiérrez Alea. Es una sátira de la burocracia cubana de la época posterior a la revolución, y de lo enrevesado que puede llegar a ser conseguir cosas aparentemente sencillas.

## Argumento
Francisco J. Pérez, El Tío Paco , trabajador ejemplar de una fábrica de bustos en serie del héroe de la revolución José Martí, cae por accidente dentro de la máquina que él mismo ha inventado y maneja, que lo despedaza y devuelve convertido en el busto que servirá para su propia tumba. Sus compañeros deciden en asamblea relámpago rendirle el mejor homenaje, consistente en enterrarlo con su carnet laboral, símbolo de su condición obrera. Cuando su viuda, acompañada de su sobrino, va a reclamar la pensión a la que tiene derecho, el funcionario de turno le pide el carnet laboral. A partir de ese momento la película encadena una serie de situaciones cada cual más enloquecida en las diferentes oficinas que recorre el sobrino para lograr la exhumación del cadáver y recuperación de la tarjeta, con personajes propios de una comedia negra. El sobrino, resuelve entrar al cementerio por la noche y tratar de recuperar el carnet abriendo la tumba, pero acaba llevándose al tío a casa, donde es conservado con cubos de hielo, mientras trata inútilmente de enterrarlo de nuevo, pues como dice el encargado del cementerio consultando el libro de registro mientras no conste que ha sido exhumado no se le puede volver a enterrar. El sobrino trata entonces de conseguir una orden de exhumación, que tampoco le sirve de nada y acaba disparatado con tanto trámite imposible, estrangulando al administrador del cementerio, y siendo atrapado por unos loqueros. La película finaliza mientras el cortejo fúnebre del burócrata le conduce a su propio cementerio.

## Ficha artística
- Salvador Wood, Juanchín, el sobrino.
- Manuel Estanillo, el burócrata administrador del cementerio.
- Silvia Planas, la viuda.
- Gaspar de Santelices, el jefe de Juanchín.
- Pedro Pablo Astorga
- Carlos Gargallo
- Laura Alvarado

## Alusiones a otras películas
Hay varias escenas de la película que se inspiran en el cine cómico clásico:
- La maquinaria de la fábrica de bustos de Martí donde muere por accidente El Tío Paco recuerda Tiempos Modernos de Charles Chaplin.

- La pelea a las puertas del cementerio comienza pacíficamente como una de las peleas de Laurel & Hardy rompiendo lo que es del otro, y esperando respuesta, y alcanza el momento más violento lanzando, todos contra todos, las coronas de muerto como si fueran las tartas de las comedias del cine mudo. En un momento también aparecen unas verdaderas tartas blancas, una de las cuales se convierte en una plancha que acaba en la cabeza de un policía que pasaba por allí.

Además, los sueños de Juanchin, en los momentos de agobio por no lograr enterrar a su tío, tienen tintes surrealistas, con escenas adaptadas de Un perro andaluz de Luis Buñuel.
El director, en los títulos de crédito iniciales, redactados a modo de oficio burocrático, dedica un recuerdo en uno de los considerandos a éstos y otros directores de cine, como Ingmar Bergman o Akira Kurosawa.

## Premios
Premio especial del jurado del Festival Internacional de Cine de Karlovy Vary.